# Estados Unidos en los Juegos Olímpicos de Lillehammer 1994
Estados Unidos estuvo representado en los Juegos Olímpicos de Lillehammer 1994 por un total de 147 deportistas, 95 hombres y 52 mujeres, que compitieron en 12 deportes.
La portadora de la bandera en la ceremonia de apertura fue la piloto de luge Cammy Myler.

## Medallistas
El equipo olímpico estadounidense obtuvo las siguientes medallas:
| Nombre                                                    | Deporte                              | Competición      |
| --------------------------------------------------------- | ------------------------------------ | ---------------- |
| Oro                                                       |                                      |                  |
| Tommy Moe                                                 | Esquí alpino                         | Descenso M       |
| Diann Roffe                                               | Esquí alpino                         | Supergigante F   |
| Bonnie Blair                                              | Patinaje de velocidad                | 500 m F          |
| Bonnie Blair                                              | Patinaje de velocidad                | 1000 m F         |
| Dan Jansen                                                | Patinaje de velocidad                | 1000 m M         |
| Cathy Turner                                              | Patinaje de velocidad en pista corta | 500 m F          |
| Plata                                                     |                                      |                  |
| Elizabeth McIntyre                                        | Esquí acrobático                     | Baches F         |
| Picabo Street                                             | Esquí alpino                         | Descenso F       |
| Tommy Moe                                                 | Esquí alpino                         | Supergigante M   |
| Nancy Kerrigan                                            | Patinaje artístico                   | Individual F     |
| Randy Bartz John Coyle Eric Flaim Andy Gabel              | Patinaje de velocidad en pista corta | 5000 m relevos M |
| Bronce                                                    |                                      |                  |
| Amy Peterson                                              | Patinaje de velocidad en pista corta | 500 m F          |
| Amy Peterson Cathy Turner Nikki Ziegelmeyer Karen Cashman | Patinaje de velocidad en pista corta | 3000 m relevos F |